# زیمول
زیمول (به اسپانیایی: Tzimol) یک منطقهٔ مسکونی در مکزیک است که در چیاپاس واقع شده‌است.

## خصوصیات
زیمول ۳۲٫۳ کیلومترمربع مساحت و ۱۱٬۹۲۵ نفر جمعیت دارد.